# شعار مئوية الثورة العربية الكبرى
شعار مئوية الثورة العربية الكبرى هو شعار تم تصميمه في الأردن عام 2016 ضمن احتفالات مئوية الثورة العربية الكبرى التي توافق العاشر من حزيران 2016، حيث أعلنت اللجنة التنفيذية المسؤولة عن الاحتفالات اعتماد شعار خاص بهذه المناسبة. وسيظهر الشعار في المراسلات الحكومية والرسمية، على مدى العام 2016، كأحد الإجراءات المعبّرة عن أهمية هذه المناسبة. كما تم عرضة على شاشة التلفزيون الاردني منذ بداية عام 2016. ويتكون من مجموعة من العناصر والرموز التي تعكس مبادئ الثورة ومجرياتها، التي تركزت في الفترة ما بين 1916 – 1918.

## الرموز
يتكون الشعار من مجموعة من الرموز:
- كلمة نهضة: وهي عنوان الكتاب الذي يحتوي باقي مكونات الشعار
- كتاب مفتوح عنوانه (نهضة)، إشارة إلى حركة النهضة العربية، التي مثلت مرتكزا أساسيا للثورة العربية الكبرى. ويعطي الكتاب المفتوح، في الشعار، إيحاء بفصول تاريخية، ترمز للاستمرارية الحضارية بين الأجيال الحامية لمبادئ الثورة العربية الكبرى، وتلك التي حملت علمي الثورة، والأردن، والراية الهاشمية.
- في أعلاه صورة تاريخية لكوكبة من أبطال الثورة العربية الكبرى يحملون رايتها، وإلى يمينهم ويسارهم فارسان من الخيالة يحمل علم الأردن والاخر من الهجانة يحمل الراية الهاشمية (ويرمز للوفاء والتضحيات التي بذلها أبطال الثورة وفرسانها لإعلاء مبادئها).
- ان الجزء الاعلى من الشعار يشابه شكل التاج، في إشارة إلى الرابط القوي بين إرث الثورة العربية الكبرى، ونشأة المملكة.
- الألوان المستخدمة فيه مستوحاة من البيئة الأردنية ومن العلم الأردني، الذي يستمد ألوانه من رايات عربية وإسلامية تاريخية.
- يتوسط الشعار رقم (100) مكتوب بالأرقام العربية، ذات الانتشار العالمي، مزينة بألوان العلم الأردني الأخضر ثم الأحمر فالأسود على خلفية بيضاء. ويعلو هذه الأرقام وشاح أخضر خط عليه بأحرف بيضاء من الخط الكوفي "مئوية الثورة العربية الكبرى"، فيما تظهر نفس العبارة باللغة الإنجليزية أسفل الرقم 100 حتى تكون مناسبة الشعار مفهومة عالمياً.

## روابط خارجية
- فيديو لتقرير للتلفزيون الأردني عن الشعار